# Liste des codes postaux canadiens débutant par X
| Flag of Canada | Codes postaux canadiens |    |    |    |    |    |    |    |    |    |    |    |    |    |    |       |    |
| \| NL \| NS \| PE \| NB \| QC \| QC \| QC \| ON \| ON \| ON \| ON \| ON \| MB \| SK \| AB \| BC \| NU/NT \| YT \| \| A \| B \| C \| E \| G \| H \| J \| K \| L \| M \| N \| P \| R \| S \| T \| V \| X \| Y \| |                         |    |    |    |    |    |    |    |    |    |    |    |    |    |    |       |    |
| NL | NS                      | PE | NB | QC | QC | QC | ON | ON | ON | ON | ON | MB | SK | AB | BC | NU/NT | YT |
| A | B                       | C  | E  | G  | H  | J  | K  | L  | M  | N  | P  | R  | S  | T  | V  | X     | Y  |

## NunavutetTerritoires du Nord-Ouest- 6RTA
| X0A Région de Qikiqtaaluk (Iqaluit)                      | X1A Yellowknife | X9A Non assigné                         |
| X0B Région de Kitikmeot (Cambridge Bay)                  | X1B Non assigné | X9B Non assigné                         |
| X0C Région de Kivalliq (Kangiqtiniq)                     | X1C Non assigné | X9C Non assigné                         |
| X0E Centre des Territoires du Nord-Ouest (Inuvik)        | X1E Non assigné | X9E Non assigné                         |
| X0G Sud-ouest des Territoires du Nord-Ouest (Fort Liard) | X1G Non assigné | X9G Non assigné                         |
| X0H Non assigné                                          | X1H Non assigné | X9H Non assigné                         |
| X0J Non assigné                                          | X1J Non assigné | X9J Non assigné                         |
| X0K Non assigné                                          | X1K Non assigné | X9K Non assigné                         |
| X0L Non assigné                                          | X1L Non assigné | X9L Non assigné                         |
| X0M Non assigné                                          | X1M Nn assigné  | X9M Nn assigné                          |
| X0N Non assigné                                          | X1N Non assigné | X9N Non assigné                         |
| X0P Non assigné                                          | X1P Non assigné | X9P Non assigné                         |
| X0R Non assigné                                          | X1R Non assigné | X9R Non assigné                         |
| X0S Non assigné                                          | X1S Non assigné | X9S Notnassigné                         |
| X0T Non assigné                                          | X1T Non assigné | X9T Non assigné                         |
| X0V Non assigné                                          | X1V Non assigné | X9V Non assigné                         |
| X0W Non assigné                                          | X1W Non assigné | X9W Non assigné                         |
| X0X Non assigné                                          | X1X Non assigné | X9X Non assigné                         |
| X0Y Non assigné                                          | X1Y Non assigné | X9Y Non assigné                         |
| X0Z Non assigné                                          | X1Z Non assigné | X9Z Réservé Courrier lié aux États-Unis |

## Sources
- Géographie - Trouver de l’information par région ou aire géographique, sur Statistique Canada.
- Google Maps (ici un exemple de recherche avec la région de tri d'acheminement X1A)